# Martin Gjoka
Martin Gjoka, född den 20 april 1890 i Bar i Montenegro, död den 3 februari 1940 i Shkodra i Albanien, var en albansk kompositör, lärare, dirigent, flöjtist, violinist och pianist.
Gjoka studerade komposition i Shkodra och senare i Salzburg. Han har skrivit en symfoni, orkesterverk, körverk, vokalverk etc. Arbetade som lärare på många musikskolor i Albanien och dirigerade många kör och orkestrar, några som han själv grundade. Han hör till de viktigaste albanska kompositörerna och en av de första av betydelse. Gojka arbetade ihärdigt för att skapa musikkonservatorier i Albanien.